# David Huddleston
Pour les articles homonymes, voir Huddleston.
David Huddleston est un acteur et producteur américain, né le 17 septembre 1930 à Vinton (Virginie) et mort le 2 août 2016 à Santa Fe (Nouveau-Mexique) à l'âge de 85 ans,.

## Décès
Il meurt d'une maladie du cœur et des reins le 2 août 2016 à 85 ans.

## Filmographie

### Comme acteur

#### Cinéma
- 1963 : All the Way Home : Bit part
- 1964 : Dans la peau d'un noir (en) (Black Like Me)
- 1968 : Un détective à la dynamite (A Lovely Way to Die) : l'homme du bar lisant l'article de presse
- 1969 : Esclaves (Slaves) : Holland
- 1970 : WUSA de Stuart Rosenberg : Heavy Man
- 1970 : Norwood : Uncle Lonnie
- 1970 : Rio Lobo : Dr Ivor Jones (Rio Lobo dentist)
- 1971 : Rio Verde (Something Big) : Malachi Morton
- 1971 : Le Rendez-vous des dupes (Fool's Parade) : Homer Grindstaff
- 1972 : Les rebelles viennent de l'enfer (Bad Company) : Big Joe
- 1973 : Country Blue : Angus Wages
- 1973 : Nightmare Honeymoon d'Elliot Silverstein : Mr. Carroll
- 1974 : Un silencieux au bout du canon (McQ) de John Sturges : Edward M. 'Pinky' Farrow
- 1974 : Le shérif est en prison (Blazing Saddles) : Olson Johnson
- 1974 : Un colt pour une corde (Billy Two Hats) de Ted Kotcheff : Copeland, Saloon Owner
- 1974 : L'Homme du clan (Klansman) : Mayor Hardy Riddle
- 1975 : Le Solitaire de Fort Humboldt (Breakheart Pass) : Dr. Molyneux
- 1976 : Deux Super-flics (I Due superpiedi quasi piatti) : Capt. McBride
- 1977 : The Greatest : Cruikshank
- 1977 : Drôle de séducteur (The World's Greatest Lover) : Bakery Owner
- 1978 : Capricorn One : Congressman Hollis Peaker
- 1978 : Zero to Sixty : Harold Finch
- 1980 : Gorp : Walrus Wallman
- 1980 : Tu fais pas le poids, shérif! (Smokey and the Bandit II) : John Coen
- 1983 : Quand faut y aller, faut y aller (Nati con la camicia) : Tiger
- 1984 : The Act : Corky
- 1985 : Santa Claus : Santa Claus
- 1988 : Frantic : Peter
- 1993 : Graine de star (Life with Mikey) : Mr. Corcoran
- 1994 : Cultivating Charlie : Ed Thundertrunk
- 1995 : Amour et Mensonges (Something to Talk About) : Jack 'Mad Dog' Pierce
- 1996 : Bienvenue chez Joe (Joe's Apartment) de John Payson : P.I. Smith
- 1997 : The Man Next Door : Sheriff Dawkins
- 1998 : The Big Lebowski : Jeffrey Lebowski - The Big Lebowski
- 2000 : G-Men from Hell : Dr Boifford
- 2004 : Reveille : Navy Man
- 2005 : The Producers : Judge
- 2007 : Postal : Peter

#### Télévision
- 1970 : Ma sorcière bien aimée (TV) :  3 rôles différents entre 1970 et 1971 - Sean Flanagan, Dave et l'employé de la fourrière
- 1971 : Sarge (TV) : Tyler
- 1971 : The Priest Killer (TV) : Harrison Davis
- 1971 : Suddenly Single (TV) : Bennie
- 1971 : Brian's Song (TV) : Ed McCaskey
- 1971 : The Homecoming: A Christmas Story (TV) : Sheriff Bridges
- 1973 : Tenafly (TV) : Lieutenant Sam Church
- 1973 : La Dernière enquête (Brock's Last Case) (TV) : Jack Dawson
- 1973 : Hawkins on Murder (TV) : Joseph Harrelson
- 1974 : 120 degrés Fahrenheit (en) (Heat Wave!) (TV) : Arnold Brady
- 1974 : Black Day for Bluebeard (TV) : Arwin Shanks
- 1974 : The Gun and the Pulpit (TV) : Mr. Ross
- 1974 : Petrocelli (série TV) : Lt. John Ponce
- 1976 : The Oregon Trail (TV) : Painted Face Kelly
- 1976 : Shark Kill (TV) : Bearde
- 1976 : Sherlock Holmes à New York (Sherlock Holmes in New York) (TV) : Inspector Lafferty NYPD
- 1976 : Once an Eagle (feuilleton TV) : Earl Preis
- 1977 : The Kallikaks (série TV) : Jasper T. Kallikak
- 1977 : Winner Take All (TV)
- 1977 : Voyage dans l'inconnu (Tales of the Unexpected) (série TV) : Shériff Henry
- 1977 : La Conquête de l'Ouest ("How the West Was Won") (feuilleton TV) : Christy Judson
- 1978 : Kate Bliss and the Ticker Tape Kid (en) (TV) : Sheriff
- 1979 : Hizzonner (série TV) : Mayor Cooper
- 1981 : The Oklahoma City Dolls (TV) : J.D. Hines
- 1981 : Family Reunion (TV) : Sen. Chester Winfield
- 1982 : Computercide (TV) : Chief Sorenson
- 1983 : Le Combat de Candy Lightner (M.A.D.D.: Mothers Against Drunk Drivers) (TV) : Steve Blankenship
- 1985 : Finnegan Begin Again (TV) : Jack Archer
- 1986 : Spot Marks the X (TV) : Doc Ross
- 1986 : Blacke's Magic (en) (TV) : Edgar
- 1986 : When the Bough Breaks (TV) : Vicar McCaffrey
- 1988 : Poursuite en Arizona (The Tracker) (TV) : Lane Crawford
- 1989 : Margaret Bourke-White (TV) : Remis
- 1990 : Tout finit par se savoir (Columbo: Columbo Cries Wolf) (TV) : The Mayor
- 1991 : In a Child's Name (TV) : Zach Taylor

#### Séries
- 1994 : Star Trek : la Nouvelle Génération, Emergence (saison 7 épisode 23) : Le contrôleur du train.
- 2000 : Gilmoore girls. Le maire.
- 2006 : Jericho. E.J. Green

### Comme producteur
- 1979 : Hizzonner (série télévisée)